# III. Jakab ciprusi király
III. Jakab (Famagusta, 1473. augusztus 28. – Famagusta, 1474. augusztus 26.), franciául: Jacques III de Lusignan, dit le posthume, görögül: Ιάκωβος Γ' της Κύπρου, örményül: Հակոբ Գ, latinul: Iacobus III de Leziniaco, rex Cypri, Ciprus királya, címzetes örmény és jeruzsálemi király. Apja halála után jött a világra.

## Élete
Édesapja II. Jakab ciprusi király, aki II. János ciprusi király és Patraszi Marietta (1420 körül–1503) törvényesített fia. Édesanyja Cornaro Katalin velencei patríciuslányból lett ciprusi királyné, majd ciprusi királynő, aki Marco Cornaro velencei patrícius és Fiorenza Crispo naxoszi hercegnő leánya.
Szülei 1472 decemberében házasodtak össze Famagustában. Katalin királyné rögtön teherbe is esett Jakabbal, azonban édesapja már nem érhette meg egyetlen törvényes gyermekének a születését, mert II. Jakab 1473. július 10-én Famagustában meghalt. Trónját a még meg nem született gyermekére hagyta. Jakab az apja halála után másfél hónappal, 1473. augusztus 28-án jött a világra. A fiú születésének örömére a fővárosban, Nicosiában három napos ünneplés kezdődött, és ennek alkalmából szabadon engedték az összes foglyot. Anyja még a születése előtt vette át a régensséget, előbb a születendő, majd a megszületett gyermeke nevében, de a hatalmat anyja velencei rokonai gyakorolták. A kisfiút 1473. szeptember 26-án keresztelték meg, és kapta apja után a Jakab nevet, e névén a harmadikként uralkodott a Lusignan-dinasztia királyai között. A kis királyt néhány hónaposan megkoronázták Famagustában, és amikor csak lehetett, a csecsemő királyt a nyilvánosság számára bemutatták, a kezeit felemelték, ezzel kifejezésre juttatva, hogy az állami tisztségviselők és kormányzók az ő nevében uralkodnak.
I. Ferdinánd nápolyi király az egyik természetes leányát ajánlotta III. Jakab jövendőbelijének abból az alkalomból, hogy ebben az évben jegyezték el a kis Jakab egyik féltestvérét, Lusignan Karolát, az apjának, II. Jakabnak az egyik házasságon kívül született lányát I. Ferdinánd egyik fattyú fiával, Aragóniai Alfonzzal.
I. Sarolta ciprusi királynő hívei 1473 novemberében egy sikertelen hatalomátvételi kísérletet hajtottak végre, melynek során meggyilkolták az anyakirályné, Cornaro Katalin nagybátyját, Andrea Cornarót is. Jakab viszont már a következő évben meghalt maláriában, 1474. augusztus 26-án, két nappal az első születésnapja előtt Famagustában. 
Földi maradványait a famagustai Szent Miklós Székesegyházban helyezték örök nyugalomra. 
Ezután anyja uralkodott az országban királynőként, amíg a velenceiek meg nem fosztották trónjától 1489. február 14-én.